# Qualificazioni al campionato mondiale di calcio 1998 - CAF
Sono elencate di seguito le date e i risultati della zona africana (CAF) per le qualificazioni al mondiale del 1998.

## Formula
38 membri FIFA si contendono i 5 posti messi a disposizione per la fase finale. Prima che si effettui il sorteggio le squadre del  Mali e del  Niger si ritirano, quindi rimangono 36 team.  Camerun  Marocco  Nigeria  Egitto accedono direttamente al secondo turno; il 17 maggio lo  Zaire viene ridenominato  RD del Congo.
Le qualificazioni si dividono in due turni:
- Primo turno - 32 squadre, giocano playoff con partite di andata e ritorno; le vincenti si qualificano al secondo turno.
- Secondo turno - 5 gironi di qualificazione, con partite di andata e ritorno; la vincente del girone si qualifica alla fase finale.

## Primo Turno
| Data           | Luogo    | Squadra 1 | Risultato | Squadra 2 |
| -------------- | -------- | --------- | --------- | --------- |
| 2 giugno 1996  | Khartoum | Sudan     | 2 - 0     | Zambia    |
| 16 giugno 1996 | Lusaka   | Zambia    | 3 - 0     | Sudan     |

| Data           | Luogo    | Squadra 1 | Risultato | Squadra 2 |
| -------------- | -------- | --------- | --------- | --------- |
| 1º giugno 1996 | Windhoek | Namibia   | 2 - 0     | Mozambico |
| 16 giugno 1996 | Maputo   | Mozambico | 1 - 1     | Namibia   |

| Data           | Luogo         | Squadra 1 | Risultato | Squadra 2 |
| -------------- | ------------- | --------- | --------- | --------- |
| 8 giugno 1996  | Dar es Salaam | Tanzania  | 0 - 0     | Ghana     |
| 17 giugno 1996 | Accra         | Ghana     | 2 - 1     | Tanzania  |

| Data           | Luogo      | Squadra 1 | Risultato | Squadra 2 |
| -------------- | ---------- | --------- | --------- | --------- |
| 2 giugno 1996  | Mbabane    | eSwatini  | 0 - 1     | Gabon     |
| 16 giugno 1996 | Libreville | Gabon     | 2 - 0     | eSwatini  |

| Data           | Luogo   | Squadra 1 | Risultato | Squadra 2 |
| -------------- | ------- | --------- | --------- | --------- |
| 1º giugno 1996 | Kampala | Uganda    | 0 - 2     | Angola    |
| 16 giugno 1996 | Luanda  | Angola    | 3 - 1     | Uganda    |

| Data           | Luogo    | Squadra 1 | Risultato | Squadra 2 |
| -------------- | -------- | --------- | --------- | --------- |
| 2 giugno 1996  | Curepipe | Mauritius | 1 - 5     | Zaire     |
| 16 giugno 1996 | Kinshasa | Zaire     | 2 - 0     | Mauritius |

| Data           | Luogo        | Squadra 1 | Risultato | Squadra 2 |
| -------------- | ------------ | --------- | --------- | --------- |
| 1º giugno 1996 | Blantyre     | Malawi    | 0 - 1     | Sudafrica |
| 15 giugno 1996 | Johannesburg | Sudafrica | 3 - 0     | Malawi    |

| Data           | Luogo        | Squadra 1  | Risultato | Squadra 2  |
| -------------- | ------------ | ---------- | --------- | ---------- |
| 2 giugno 1996  | Antananarivo | Madagascar | 1 - 2     | Zimbabwe   |
| 15 giugno 1996 | Dakar        | Zimbabwe   | 2 - 2     | Madagascar |

| Data           | Luogo   | Squadra 1     | Risultato | Squadra 2     |
| -------------- | ------- | ------------- | --------- | ------------- |
| 1º giugno 1996 | Bissau  | Guinea-Bissau | 3 - 2     | Guinea        |
| 16 giugno 1996 | Conakry | Guinea        | 3 - 1     | Guinea-Bissau |

| Data           | Luogo  | Squadra 1 | Risultato | Squadra 2 |
| -------------- | ------ | --------- | --------- | --------- |
| 2 giugno 1996  | Kigali | Ruanda    | 1 - 3     | Tunisia   |
| 16 giugno 1996 | Tunisi | Tunisia   | 2 - 0     | Ruanda    |

| Data           | Luogo       | Squadra 1      | Risultato | Squadra 2      |
| -------------- | ----------- | -------------- | --------- | -------------- |
| 2 giugno 1996  | Brazzaville | Rep. del Congo | 2 - 0     | Costa d'Avorio |
| 16 giugno 1996 | Abidjan     | Costa d'Avorio | 1 - 1     | Rep. del Congo |

| Data           | Luogo   | Squadra 1 | Risultato | Squadra 2 |
| -------------- | ------- | --------- | --------- | --------- |
| 2 giugno 1996  | Nairobi | Kenya     | 3 - 1     | Algeria   |
| 14 giugno 1996 | Algeri  | Algeria   | 1 - 0     | Kenya     |

| Data           | Luogo     | Squadra 1    | Risultato | Squadra 2    |
| -------------- | --------- | ------------ | --------- | ------------ |
| 2 giugno 1996  | Bujumbura | Burundi      | 1 - 0     | Sierra Leone |
| 15 giugno 1996 | Freetown  | Sierra Leone | 0 - 1     | Burundi      |

| Data           | Luogo       | Squadra 1    | Risultato | Squadra 2    |
| -------------- | ----------- | ------------ | --------- | ------------ |
| 31 maggio 1996 | Nouakchott  | Mauritania   | 0 - 0     | Burkina Faso |
| 16 giugno 1996 | Ouagadougou | Burkina Faso | 2 - 0     | Mauritania   |

| Data           | Luogo | Squadra 1 | Risultato | Squadra 2 |
| -------------- | ----- | --------- | --------- | --------- |
| 2 giugno 1996  | Lomé  | Togo      | 2 - 1     | Senegal   |
| 15 giugno 1996 | Dakar | Senegal   | 1 - 1     | Togo      |

| Data           | Luogo  | Squadra 1 | Risultato | Squadra 2 |
| -------------- | ------ | --------- | --------- | --------- |
| 1º giugno 1996 | Banjul | Gambia    | 2 - 1     | Liberia   |
| 23 giugno 1996 | Accra  | Liberia   | 4 - 0     | Gambia    |

 Zambia,  Namibia,  Ghana,  Gabon,  Angola,  Zaire,  Sudafrica,  Zimbabwe,  Guinea,  Tunisia,  Rep. del Congo,  Kenya,  Sierra Leone (dopo rinuncia del  Burundi),  Burkina Faso,  Togo e  Liberia qualificati al secondo turno.

## Secondo turno

### Gruppo A
| Data             | Luogo          | Squadra 1    | Risultato | Squadra 2    |
| ---------------- | -------------- | ------------ | --------- | ------------ |
| 9 novembre 1996  | Lagos          | Nigeria      | 2 - 0     | Burkina Faso |
| 10 novembre 1996 | Conakry        | Guinea       | 3 - 1     | Kenya        |
| 12 gennaio 1997  | Nairobi        | Kenya        | 1 - 1     | Nigeria      |
| 12 gennaio 1997  | Ouagadougou    | Burkina Faso | 0 - 2     | Guinea       |
| 5 aprile 1997    | Lagos          | Nigeria      | 2 - 1     | Guinea       |
| 6 aprile 1997    | Nairobi        | Kenya        | 4 - 3     | Burkina Faso |
| 27 aprile 1997   | Ouagadougou    | Burkina Faso | 1 - 2     | Nigeria      |
| 27 aprile 1997   | Nairobi        | Kenya        | 1 - 0     | Guinea       |
| 7 giugno 1997    | Lagos          | Nigeria      | 3 - 0     | Kenya        |
| 8 giugno 1997    | Conakry        | Guinea       | 3 - 1     | Burkina Faso |
| 16 agosto 1997   | Bobo-Dioulasso | Burkina Faso | 2 - 4     | Kenya        |
| 17 agosto 1997   | Conakry        | Guinea       | 1 - 0     | Nigeria      |

| Pos | Squadra      | Pti | G | V | N | P | GF | GS | DR  |
| --- | ------------ | --- | - | - | - | - | -- | -- | --- |
| 1   | Nigeria      | 13  | 6 | 4 | 1 | 1 | 10 | 4  | +6  |
| 2   | Guinea       | 12  | 6 | 4 | 0 | 2 | 10 | 5  | +5  |
| 3   | Kenya        | 10  | 6 | 3 | 1 | 2 | 11 | 12 | -1  |
| 4   | Burkina Faso | 0   | 6 | 0 | 0 | 6 | 7  | 17 | -10 |

 Nigeria qualificata alla fase finale.

### Gruppo B
| Data             | Luogo    | Squadra 1 | Risultato | Squadra 2 |
| ---------------- | -------- | --------- | --------- | --------- |
| 8 novembre 1996  | Il Cairo | Egitto    | 7 - 1     | Namibia   |
| 10 novembre 1996 | Accra    | Liberia   | 0 - 1     | Tunisia   |
| 11 gennaio 1997  | Windhoek | Namibia   | 0 - 0     | Liberia   |
| 12 gennaio 1997  | Tunisi   | Tunisia   | 1 - 0     | Egitto    |
| 6 aprile 1997    | Accra    | Liberia   | 1 - 0     | Egitto    |
| 6 aprile 1997    | Windhoek | Namibia   | 1 - 2     | Tunisia   |
| 26 aprile 1997   | Windhoek | Namibia   | 2 - 3     | Egitto    |
| 27 aprile 1997   | Tunisi   | Tunisia   | 2 - 0     | Liberia   |
| 8 giugno 1997    | Monrovia | Liberia   | 1 - 2     | Namibia   |
| 8 giugno 1997    | Il Cairo | Egitto    | 0 - 0     | Tunisia   |
| 17 agosto 1997   | Il Cairo | Egitto    | 5 - 0     | Liberia   |
| 17 agosto 1997   | Tunisi   | Tunisia   | 4 - 0     | Namibia   |

| Pos | Squadra | Pti | G | V | N | P | GF | GS | DR  |
| --- | ------- | --- | - | - | - | - | -- | -- | --- |
| 1   | Tunisia | 16  | 6 | 5 | 1 | 0 | 10 | 1  | +9  |
| 2   | Egitto  | 10  | 6 | 3 | 1 | 2 | 15 | 5  | +10 |
| 3   | Liberia | 4   | 6 | 1 | 1 | 4 | 2  | 10 | -8  |
| 4   | Namibia | 4   | 6 | 1 | 1 | 4 | 6  | 17 | -11 |

 Tunisia qualificata alla fase finale.

### Gruppo C
| Data             | Luogo        | Squadra 1      | Risultato | Squadra 2      |
| ---------------- | ------------ | -------------- | --------- | -------------- |
| 9 novembre 1996  | Johannesburg | Sudafrica      | 1 - 0     | Zaire          |
| 10 novembre 1996 | Pointe-Noire | Rep. del Congo | 1 - 0     | Zambia         |
| 11 gennaio 1997  | Lusaka       | Zambia         | 0 - 0     | Sudafrica      |
| 12 gennaio 1997  | Kinshasa     | Zaire          | 1 - 1     | Rep. del Congo |
| 6 aprile 1997    | Pointe-Noire | Rep. del Congo | 2 - 0     | Sudafrica      |
| 9 aprile 1997    | Harare       | Zaire          | 2 - 2     | Zambia         |
| 27 aprile 1997   | Lusaka       | Zambia         | 3 - 0     | Rep. del Congo |
| 27 aprile 1997   | Lomé         | Zaire          | 1 - 2     | Sudafrica      |
| 8 giugno 1997    | Pointe-Noire | Rep. del Congo | 1 - 0     | RD del Congo   |
| 8 giugno 1997    | Johannesburg | Sudafrica      | 3 - 0     | Zambia         |
| 16 agosto 1997   | Johannesburg | Sudafrica      | 1 - 0     | Rep. del Congo |
| 16 agosto 1997   | Lusaka       | Zambia         | 2 - 0     | RD del Congo   |

| Pos | Squadra        | Pti | G | V | N | P | GF | GS | DR |
| --- | -------------- | --- | - | - | - | - | -- | -- | -- |
| 1   | Sudafrica      | 13  | 6 | 4 | 1 | 1 | 7  | 3  | +4 |
| 2   | Rep. del Congo | 10  | 6 | 3 | 1 | 2 | 5  | 5  | 0  |
| 3   | Zambia         | 8   | 6 | 2 | 2 | 2 | 7  | 6  | +1 |
| 4   | RD del Congo   | 2   | 6 | 0 | 2 | 4 | 4  | 9  | -5 |

 Sudafrica qualificata alla fase finale.

### Gruppo D
| Data             | Luogo   | Squadra 1 | Risultato | Squadra 2 |
| ---------------- | ------- | --------- | --------- | --------- |
| 10 novembre 1996 | Luanda  | Angola    | 2 - 1     | Zimbabwe  |
| 10 novembre 1996 | Lomé    | Togo      | 2 - 4     | Camerun   |
| 12 gennaio 1997  | Harare  | Zimbabwe  | 3 - 0     | Togo      |
| 12 gennaio 1997  | Yaoundé | Camerun   | 0 - 0     | Angola    |
| 6 aprile 1997    | Luanda  | Angola    | 3 - 1     | Togo      |
| 6 aprile 1997    | Yaoundé | Camerun   | 1 - 0     | Zimbabwe  |
| 27 aprile 1997   | Harare  | Zimbabwe  | 0 - 0     | Angola    |
| 27 aprile 1997   | Yaoundé | Camerun   | 2 - 0     | Togo      |
| 8 giugno 1997    | Luanda  | Angola    | 1 - 1     | Camerun   |
| 8 giugno 1997    | Lomé    | Togo      | 2 - 1     | Zimbabwe  |
| 17 agosto 1997   | Lomé    | Togo      | 1 - 1     | Angola    |
| 17 agosto 1997   | Harare  | Zimbabwe  | 1 - 2     | Camerun   |

| Pos | Squadra  | Pti | G | V | N | P | GF | GS | DR |
| --- | -------- | --- | - | - | - | - | -- | -- | -- |
| 1   | Camerun  | 14  | 6 | 4 | 2 | 0 | 10 | 4  | +6 |
| 2   | Angola   | 10  | 6 | 2 | 4 | 0 | 7  | 4  | +3 |
| 3   | Zimbabwe | 4   | 6 | 1 | 1 | 4 | 6  | 7  | -1 |
| 4   | Togo     | 4   | 6 | 1 | 1 | 4 | 6  | 14 | -8 |

 Camerun qualificato alla fase finale.

### Gruppo E
| Data             | Luogo      | Squadra 1    | Risultato | Squadra 2    |
| ---------------- | ---------- | ------------ | --------- | ------------ |
| 9 novembre 1996  | Rabat      | Marocco      | 4 - 0     | Sierra Leone |
| 10 novembre 1996 | Libreville | Gabon        | 1 - 1     | Ghana        |
| 11 gennaio 1997  | Freetown   | Sierra Leone | 1 - 0     | Gabon        |
| 12 gennaio 1997  | Kumasi     | Ghana        | 2 - 2     | Marocco      |
| 5 aprile 1997    | Freetown   | Sierra Leone | 1 - 1     | Ghana        |
| 6 aprile 1997    | Libreville | Gabon        | 0 - 4     | Marocco      |
| 26 aprile 1997   | Freetown   | Sierra Leone | 0 - 1     | Marocco      |
| 27 aprile 1997   | Accra      | Ghana        | 3 - 0     | Gabon        |
| 7 giugno 1997    | Casablanca | Marocco      | 1 - 0     | Ghana        |
| 17 agosto 1997   | Casablanca | Marocco      | 2 - 0     | Gabon        |
| 17 agosto 1997   | Obuasi     | Ghana        | 0 - 2     | Sierra Leone |
| 26 ottobre 1997  | Libreville | Gabon        | N.D.      | Sierra Leone |

| Pos | Squadra      | Pti | G | V | N | P | GF | GS | DR  |
| --- | ------------ | --- | - | - | - | - | -- | -- | --- |
| 1   | Marocco      | 16  | 6 | 5 | 1 | 0 | 14 | 2  | +12 |
| 2   | Sierra Leone | 7   | 5 | 2 | 1 | 2 | 4  | 6  | -2  |
| 3   | Ghana        | 6   | 6 | 1 | 3 | 2 | 7  | 7  | 0   |
| 4   | Gabon        | 1   | 5 | 0 | 1 | 4 | 1  | 11 | -10 |

 Marocco qualificato alla fase finale.